# Коцюруба Ігор Іванович

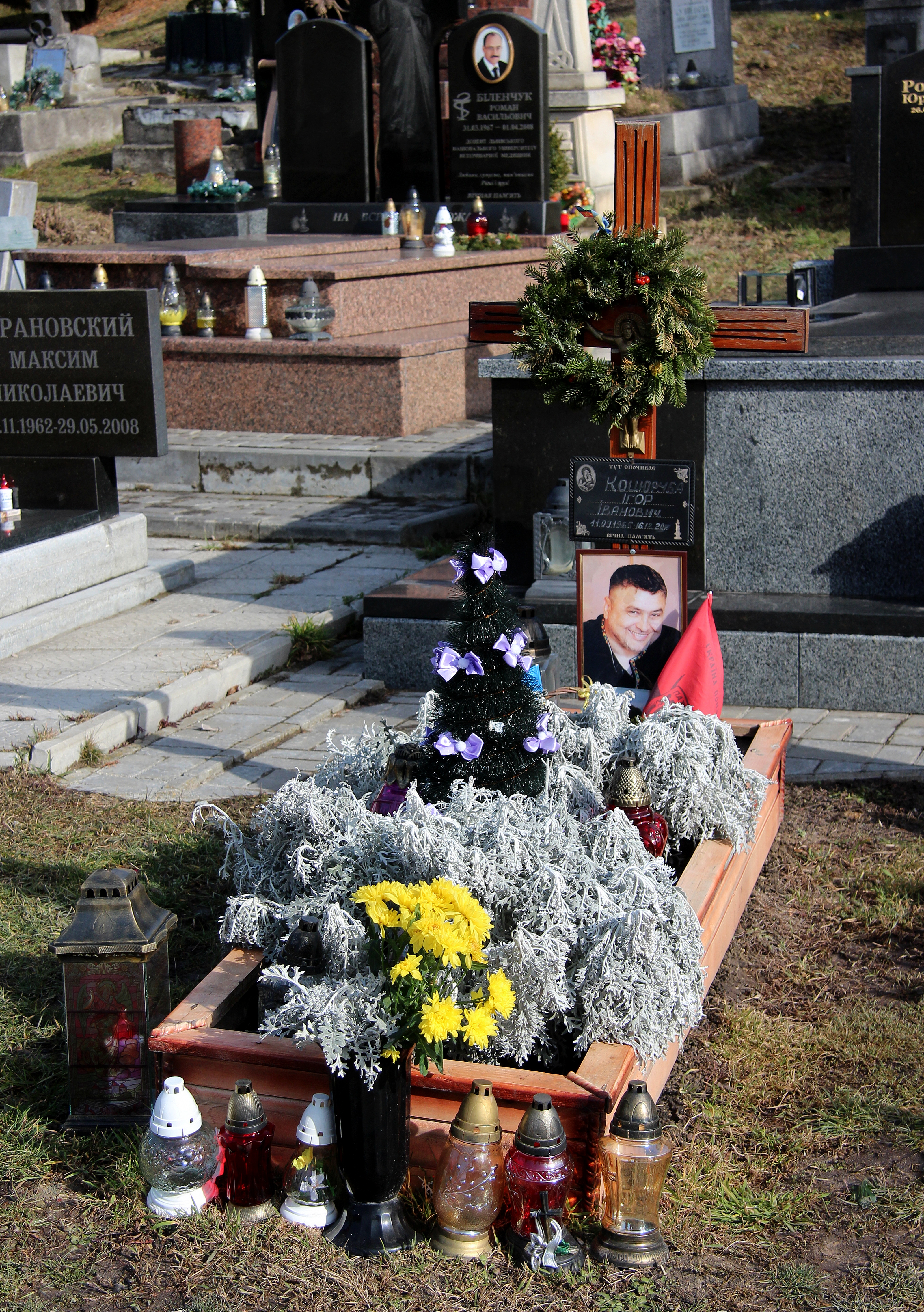

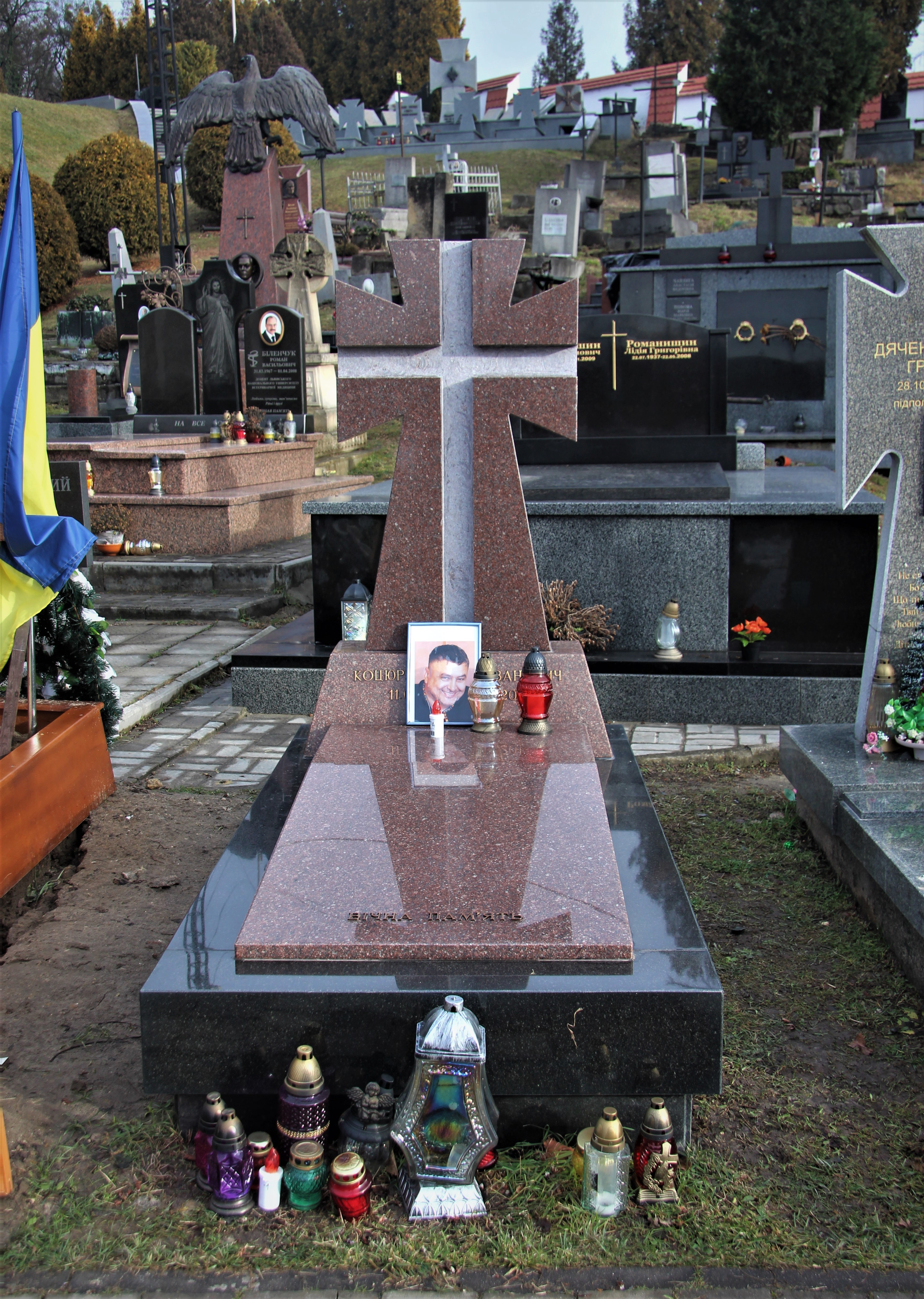

Коцюруба Ігор Іванович (нар. 1965 — 16 грудня 2018, Червоноград) — український громадський діяч, співголова «Революції на граніті», голова Студентського Братства Львівського політехнічного інституту у 1989—1990 роках, секретар Студентського братства м. Львова у 1990—1991 роках.

## Біографія
Народився 11.09.1965 р. на Луганщині в сім'ї репресованих, що поверталися з заслання на Галичину.
З 1989 року бере участь у громадській діяльності.
1982 — закінчив СШ № 10 м. Червоноград.
1983 — закінчив СПТУ № 67.
1983—1985 військова строкова служба в Афганістані.
1985 — поступив у Львівський політехнічний інститут на інженерно-економічний факультет.
1989 — став головою Студентського Братства Львівського політехнічного інституту та секретарем Студентського Братства Львова.
1989 — за політичну активність виключений з ЛПІ, згодом поновився в інституті, який закінчив в 1996 році.
Весна-осінь 1990 — акції протесту Студентського Братства що призвели до відставки ректора ЛПІ Гаврилюка.
Безстрокове голодування за знесення пам'ятника Леніна у м. Львів.
1989—1992 — один з організаторів та безпосередній учасник переважно всіх акцій протестів на Галичині. Неодноразово затримувався правоохоронними органами, та притягався до адміністративної відповідальності.
1989 — учасник голодування за легалізацію УГКЦ (Москва, Арбат).
1989 — активний учасник в УВА (Українські Ветерани Афганістану), встановлення березового Хреста на Лисій горі у Львові на пам'ять загиблих в Афганістані львів'ян.
З 1989 — один з організаторів і в подальшому голова Студентського Братства ЛПІ та секретар Студентського Братства Львова.
1989 — один з організаторів та безпосередній учасник відбудови перших пам'ятників Українським Січовим Стрільцям на горі Маківці, та Ключі. Під час відкриття пам'ятника УСС на горі Ключ у липні 1989 року, перший в Україні підняв червоно-чорний прапор, з яким в серці йду по сьогодні.
1989 — спорудження та відкриття пам'ятника на могилі УСС в Олеську.
1989 — відновлення меморіалу УСС на Янівському цвинтарі.
1989 — делегат на 1-й установчій з'їзд Народного Руху України від Студентського Братства.
1989 — один з делегатів від України на з'їзд «Антибільшовицького блоку народів» у Таллінні.
1989 — один з організаторів та безпосередній учасник створення української делегації для поїздки в Вільнюс на підтримку акцій протесту щодо річниці «Пакту Молотова — Рібентропа».
1989 — один з організаторів, учасник хору та вертепу Студентського Братства, з яким виступав по Галичині та Україні.
1990 — спорудження і відкриття пам'ятника дивізійникам «Галичини» в Ясенові.
1990 — спорудження на Янівському цвинтарі пам'ятника на могилі розстріляних фашистами 28 членів ОУН, серед яких, міністр Уряду Ярослава Стецька, Андрій Пясецький.
1990 — насипання козацької могили в Брацлаві (Вінницька область).
1990 — один із організаторів і в подальшому співголова «Революції на граніті» в Києві, що призвела до не підписання «союзного договору» та відставки Уряду Масола, також прийняття Закону про проходження військової служби громадянами України на території України.
1990 — учасник установчого з'їзду Української Народної Партії, що відбувся в Юрмалі (лідер партії — Приходько).
1991 — один з організаторів та безпосередній учасник спротиву діям «ГКЧП», в подальшому один з безпосередніх «ліквідаторів» міському та обкому КПСС у Львові та всіх пам'ятників тоталітарної епохи.
1991- один з ініціаторів та в подальшому заступник голови об'єднаних студентських організацій України (Союз Українського Студентства).
1991 — один з засновників СНПУ, в подальшому один з керівників Служби Безпеки партії.
1992 — один з організаторів та в подальшому співголова 2-го студентського голодування на Майдані Незалежності в Києві.
1994 — балотувався на посаду мера м. Червоноград (переміг в 1-му турі, результат штучно скасований владою).
1994—1998 — депутат Львівської Обласної Ради від м. Червоноград
Одним з основних здобутків своєї діяльності вважає те, що очолювана ним комісія зняла основного «лікаря — хабарника по силікозу» та головного лікаря Червоноградської лікарні.
2000 — учасник акцій протесту «Україна без Кучми».
2004 — «Помаранчева революція», комендант наметового містечка на Хрещатику, безпосередньо Ющенком та Тимошенко нагороджений медаллю революції «Разом нас багато, нас не подолати».
2011 — один з організаторів Ради громадських організацій Львівщини, в подальшому делегат на установчу конференцію Народної Ради України, член Координаційної Ради Народної Ради України від Львівщини.
Брав активну участь у «Революції на граніті» у жовтні 1990 року у Києві та був її співголовою наметового містечка. 11 жовтня 1990 року він серед інших взяв участь у прес-конференції керівництва наметового містечка, а пізніше на II зборах Народного Руху виголисив заяву молодіжних оргвнізацій.
У 2004 році під час Помаранчевої революції був комендантом наметового містечка на Майдані та був членом громадянської кампанії «Пора!».
Активний учасник Революції Гідності. Навесні 2014-го деякий час очолював «Правий сектор» у Львівській області. Згодом очолив афганську сотню і зайнявся люстрацією посадовців, котрі себе скомпрометували під час Революції Гідності.
Голова Української ветеранської організації та членом Народної Ради України.
Також Ігор Коцюруба був депутатом Львівської обласної ради.
Помер 16 грудня 2018 року в лікарні м. Червонограда. Похований у Львові , на 76 полі Личаківського кладовища.

## Нагороди
- Орден «За заслуги» ІІІ ступеня (посмертно, 16 травня 2019) — за вагомий особистий внесок у розбудову української державності, плідну громадську діяльність, багаторічну сумлінну працю та з нагоди 30-річчя від дня заснування громадської спілки «Студентське Братство м. Львова»[7]